# Saturnino di Tolosa
Saturnino (Patrasso, III secolo – Tolosa, 257 circa) è stato un vescovo romano, primo vescovo di Tolosa e venerato come santo dalla Chiesa cattolica. Ebbe un vasto culto popolare in tutta la Francia e, principalmente, nel nord della Spagna. In Spagna è stato considerato il patrono delle corride..È stato a lungo venerato anche a Milano, fino al 1700 quando i milanesi compresero che le reliquie acquisite dai re Longobardi a Cagliari,  trasferite e conservate a Milano,  erano solo quelle di un omonimo San Saturnino (probabilmente più correttamente San Saturno o Sadurru) -attuale patrono di Cagliari- che con il Vescovo di Tolosa, vissuto tra Francia e Spagna trent'anni prima della nascita dell'isolano, ha avuto solo qualche confusione storica.

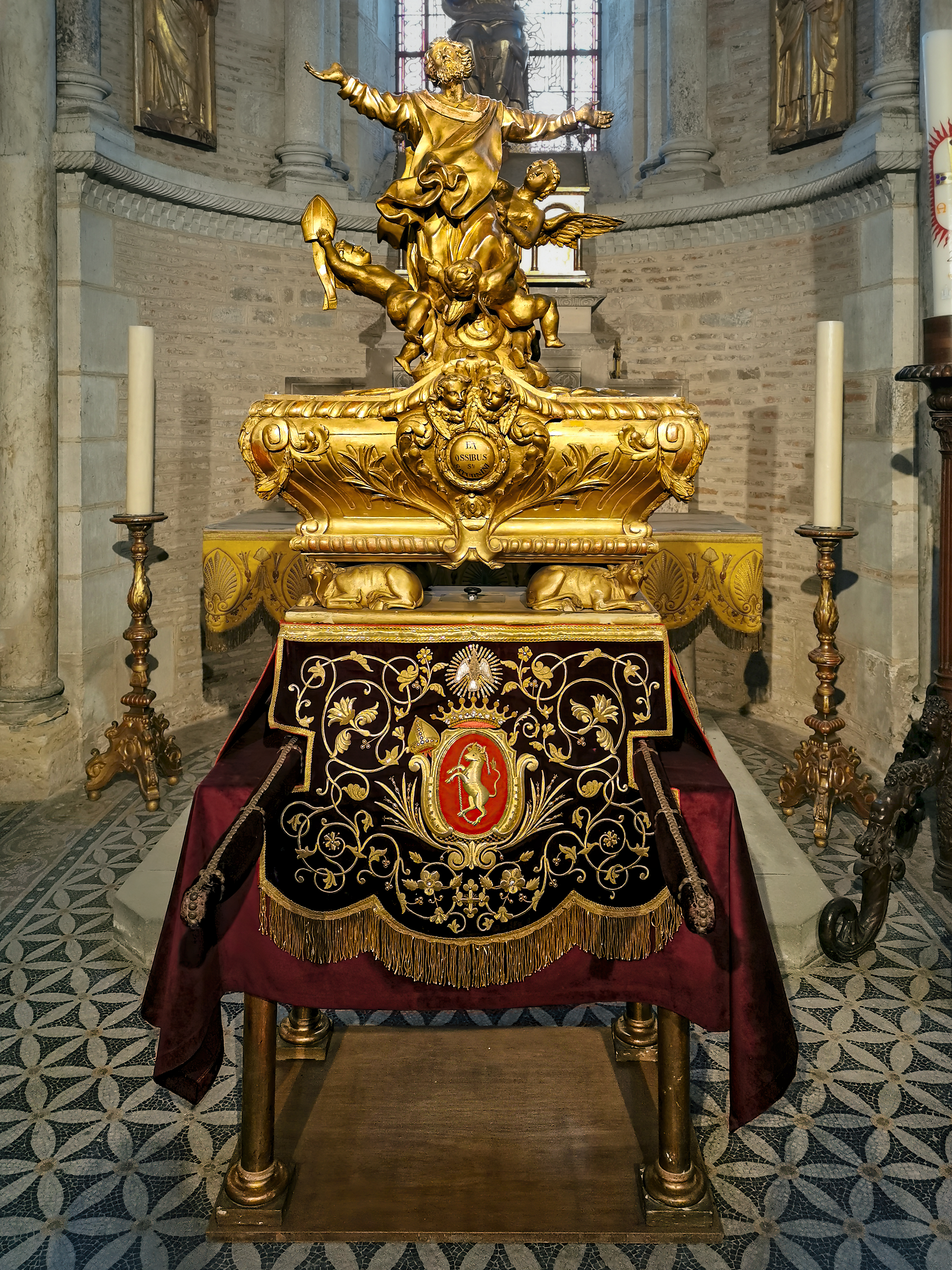
La tomba reliquiario

È annoverato fra i grandi santi di Gallia assieme a San Dionigi, San Privato, San Marziale, San Martino di Tours, San Ferreolo di Vienne e San Giuliano.

## Agiografia
Di lui si parla nella Passio Saturnini, documento di un cronista anonimo risalente alla metà del V secolo. Secondo questo cronista Saturnino proveniva dall'oriente e stabilì la sua sede in Tolosa, della quale fu vescovo, ove, mentre scarsa era la presenza di cristiani, molto attivo era invece il culto pagano. Secondo tale cronista, il vescovo Saturnino avrebbe destato le ire dei pagani poiché, quando passava dinnanzi al tempio di Giove Capitolino, ove venivano sacrificati tori alla divinità, i responsi degli aruspici risultavano incomprensibili. Saturnino, dopo il suo rifiuto di sacrificare a Giove, sarebbe così stato legato al collo di un toro che, reso inferocito da pungoli vari, fuggì straziando le membra del povero vescovo cristiano. In questa maniera viene ritratto nella Legenda Aurea di Jacopo da Varazze, conservata a Parigi e risalente al XIV secolo. Molte similitudini (se non uguaglianze) della Passio Saturnini si possono rinvenire nella Passio che i monaci Vittorini stabilitisi a Cagliari nell'undicesimo secolo, provenienti da Marsiglia (una delle aree dove era molto attivo il culto dell'éveque de Toulouse) hanno probabilmente ben copiato per il quasi omonimo Santo Saturno/Sadurru da Cagliari, da loro rinominato anch'egli Saturnino, al punto di dover eufemisticamente dubitare dell'autenticità della Passio che i monaci avevano riferito ad un ignoto quanto improbabile documento del quattrocento (una sicura copiatura proprio della Passio di Saint Saturnin de Toulouse risalente proprio a quel periodo)
Piamente sepolto da alcune donne cristiane, i suoi resti furono ritrovati nel VI secolo dal duca Leunebaldo che fece erigere sul luogo una chiesa a lui dedicata, Saint Sernin-du-Taur.

## Culto
A questo santo sono dedicate alcune basiliche, tra cui
- la basilica di Saint-Sernin di Tolosa;
- la chiesa di San Cernin a Pamplona, città di cui è patrono.[4]
- la chiesa di San Saturnino a Santiago del Chile della quale è parroco Don Alvaro Chordi Miranda Vescovo Ausiliario di Santiago del Chile e nativo di Pamplona.
- A San Saturnino da Tolosa è anche dedicata una statua del Duomo di Milano (G23 posta sul lato sud) pur se alcuni, oggi,  riterrebbero che la medesima statua sia dedicata a San Tranquillino che ne avrebbe -secondo alcuni- maggiore rassomiglianza.

È celebrato localmente il 29 novembre e fa parte del Martirologio riconosciuto dalla Chiesa Romana che lo venera e lo ricorda quel giorno assieme all'omonimo San Saturnino da Cartagine, martire a Roma nel novembre del 304.
Tutt'oggi la Chiesa di Milano,  -forse a seguito della confusione onomastica verificatasi nei secoli- lo confonde ancora con San Saturno/Sadurru da Cagliari (santo peraltro riconosciuto dalla sola diocesi cagliaritana e patrono del capoluogo isolano). Si tratta di due santi (per la chiesa cattolica quello cagliaritano sarebbe solo un martire) che non hanno nulla a che vedere l'uno con l'altro vissuti in epoche vicinissime ma ben diverse (il Saturnino di Tolosa è stato martirizzato ventotto anni prima che nascesse il Saturno Cagliaritano). Potrebbe trattarsi di un retaggio delle competizioni tra diocesi tipiche dell'epoca. Le reliquie di San Saturno da Cagliari vennero infatti traslate nel corso dell'ottavo secolo (ufficialmente temendo le scorribande saracene, ma forse solo per vil denaro) e dovrebbero oggi essere conservate nella basilica di San Vittore al Corpo a Milano, dove la locale diocesi, probabilmente per enfatizzarne il possesso o, forse, solo per errore, fino al 1700 circa le attribuì al più celebre San Saturnino da Tolosa confondendolo probabilmente ad arte, con il quasi omonimo santo cagliaritano a cui effettivamente appartenevano le reliquie, nonostante questi non avesse nulla in comune con il noto Vescovo di Tolosa. Saint Sernin de Toulouse che venne sacrificato, secondo quanto ci viene riportato,  per non avere aderito od onorato i sacrifici pagani che i successori di Decio avevano continuato ad ordinare al popolo (257 circa), mentre Il giovane martire cagliaritano,  vissuto qualche decennio più tardi,  pur non avendo notizie precise sulla data della morte (popolarmente venerato a Cagliari ed in alcune zone della provincia sarda il 30 ottobre)  si può comunque datare il suo martirio nel periodo delle persecuzioni di cui all'editto di Diocleziano del febbraio del 303 ordinate da Massimiano Augusto nell'impero romano d'occidente di cui faceva parte la Sardegna e, più probabilmente, il 23 novembre del 304 secondo le approfondite ricerche di alcuni emeriti studiosi sardi conservate nell'Archivio Storico di Cagliari.